# Campionati mondiali di skeleton 1993
I Campionati mondiali di skeleton 1993, sesta edizione della manifestazione organizzata dalla Federazione Internazionale di Bob e Skeleton, si tennero il 30 ed il 31 gennaio 1993 a La Plagne, una frazione di Mâcot-la-Plagne in Francia, sulla pista omonima, la stessa sulla quale si svolsero le competizioni del bob e dello slittino ai Giochi di Albertville 1992; fu disputata unicamente la gara del singolo vinta dall'austriaco Andi Schmid.

## Risultati

### Singolo
La gara fu disputata il 30 ed il 31 gennaio nell'arco di quattro manches e presero parte alla competizione 48 atleti in rappresentanza di 16 differenti nazioni; campione uscente era il neozelandese Bruce Sandford, non presente a questa edizione dei mondiali, ed il titolo fu conquistato dall'austriaco Andi Schmid, già due volte medaglia d'argento iridata a Schönau am Königssee 1990 e ad Igls 1991, davanti al connazionale Franz Plangger, che vinse il bronzo a Sankt Moritz 1989, ed allo svizzero Gregor Stähli, anche lui altre due volte sul podio mondiale a Schönau am Königssee 1990 ed a Calgary 1992.
| Pos. | Atleti             | Nazione     | Tempo   | Distacco |
| ---- | ------------------ | ----------- | ------- | -------- |
|      | Andi Schmid        | Austria     | 4'12"00 |          |
|      | Franz Plangger     | Austria     | 4'12"37 | +0"37    |
|      | Gregor Stähli      | Svizzera    | 4'12"76 | +0"76    |
| 4    | Michael Grünberger | Austria     | 4'13"54 | +1"54    |
| 5    | Willi Schneider    | Germania    | 4'14"50 | +2"50    |
| 6    | Urs Vescoli        | Svizzera    | 4'18"07 | +6"07    |
| 7    | Marco Widmer       | Svizzera    | 4'18"92 | +6"92    |
| 8    | Marco Filippin     | Italia      | 4'19"85 | +7"85    |
| 9    | Steve Robinson     | Regno Unito | 4'20"43 | +8"43    |
| 10   | Tim Hathaway       | Regno Unito | 4'20"69 | +8"69    |

## Medagliere
| Posizione | Nazione  | Oro | Argento | Bronzo | Totale |
| --------- | -------- | --- | ------- | ------ | ------ |
| 1         | Austria  | 1   | 1       | 0      | 2      |
| 2         | Svizzera | 0   | 0       | 1      | 1      |
| Totale    | Totale   | 1   | 1       | 1      | 3      |